# Claude Lecurel-Descoraux
Claude Louis Salomon Lecurel-Descoraux est un homme politique français né le 23 novembre 1756 à Besançon (Doubs) et mort le 14 juillet 1803 à Luxeuil-les-Bains (Haute-Saône).

## Biographie
Avocat, il publie en 1784 une histoire des révolutions et de la discipline du barreau français ainsi qu'un Essai sur l’origine du droit public et du pouvoir judiciaire en 1788. Capitaine de la garde nationale, puis juge au tribunal de district de Champlitte, il est député de la Haute-Saône de 1791 à 1792, siégeant avec les modérés. Inquiété sous la Terreur, il est libéré par la chute de Robespierre, le 9 thermidor. Il est président du tribunal de Champlitte, puis juge au tribunal d'appel de Besançon en 1800.

## Sources
- « Claude Lecurel-Descoraux », dans Adolphe Robert et Gaston Cougny, Dictionnaire des parlementaires français, Edgar Bourloton, 1889-1891 [détail de l’édition]